# Al-Ibrahimijja
Al-Ibrahimijja (arab. الإبراهيمية) – miasto w Egipcie, w muhafazie Asz-Szarkijja. W 2006 roku liczyło 32 167 mieszkańców. Znajduje się tam zapora wodna.